# Mazangé
Mazangé é uma comuna francesa na região administrativa do Centro, no departamento Loir-et-Cher. Estende-se por uma área de 24,45 km². Em 2010 a comuna tinha 871 habitantes (densidade: 35,6 hab./km²).